# Niederösterreich-Glockenblume
Die Niederösterreich-Glockenblume oder Beck-Glockenblume (Campanula beckiana) ist eine nur in Österreich vorkommende Art der Glockenblumen (Campanula).

## Merkmale
Die Niederösterreich-Glockenblume ist ein Hemikryptophyt und wird 25 bis 60 cm hoch, selten 15 bis 80 cm. Sie wächst nicht rasig. Die Wurzelrübe ist weniger deutlich ausgeprägt als bei der ansonsten ähnlichen Campanula witasekiana. Sie kann auch ganz fehlen. Die Stängel sind kahl oder nur unten an den Kanten behaart. Die Blühtriebe sind aufrecht bis kurzbogig aufsteigend.
Die Rosettenblätter haben einen meist deutlich herzförmigen Grund. Rosetten- wie die unteren Stängelblätter sind zur Blüte meist vertrocknet. Die mittleren und größeren Stängelblätter sind 7 bis 14 mm breit und schmal-elliptisch bis schmallanzettlich. Sie sind dabei meist 3- bis 10-mal so lang wie breit. Der Blattrand ist meistens deutlich gezähnelt. Die Blattoberseite ist besonders am Rand flaumig behaart.
Die Blüten stehen in einer vielblütigen Rispe, zumindest die unteren sind gestielt. Die Kelchblätter sind pfriemlich. Die Krone ist 15 bis 18 mm lang. Die Krone ist glockig. Die Blütenknospen nicken. Blütezeit ist Juni bis September.
Die Fruchtwand ist dünn und elastisch. Die Frucht ist nach der Blüte und zur Reife nickend bis hängend. Die Kapselfrucht öffnet sich nahe dem unteren Ende mit drei seitlichen Löchern.
Die Chromosomenzahl beträgt 2n = 4x = 68.

## Verbreitung und Standorte
Die Niederösterreich-Glockenblume ist ein Endemit der nordöstlichen Alpen. Sie kommt vom Wienerwald bis in die Berge rund ums obere Traisental und bis zum Schneeberg vor. Das Arealzentrum liegt zwischen Lilienfeld und Pernitz im Piestingtal. Sie gilt als ungefährdet. Die isolierten Vorkommen im Südwesten Sloweniens (Ternowaner Wald/Trnovski gozd) gelten als nicht autochthon.
Sie wächst in Wäldern, Säumen, Hochstaudenfluren, Wiesen und Weiderasen der montanen Höhenstufe und kommt zwischen 200 und 1200 Meter über Adria vor. Sie hat eine breite ökologische Bandbreite. Ihre Hauptvorkommen liegen in mitteleuropäischen Mäh- und Weide-Halbtrockenrasen, mitteleuropäischen Halbtrockenrasenbrachen und warm-trockenen Waldsäumen. Nebenvorkommen liegen in sub- bis tiefmontanen Buchenwäldern.
Gefährdungen stellen für die Art Düngung und Aufforstung von nährstoffarmem Grünland dar sowie Sukzession zuvor extensiv genutzter Standorte nach der Aufgabe der Nutzung.

## Taxonomie und Systematik
Campanula beckiana gehört zur Artengruppe Campanula rotundifolia agg. Sie wird von manchen Autoren auch als eine Unterart angesehen und als Campanula  baumgartenii subsp. beckiana (Hayek) Podlech angesehen.
Campanula beckiana wurde 1912 von August von Hayek in Flora von Steiermark Band 2 Seite 454 erstbeschrieben. Das Epitheton "beckiana" ehrt Günther Beck von Mannagetta und Lerchenau.